# خانواده گیرنده‌های سکرتین
خانواده گیرنده‌های سکرتین (انگلیسی: Secretin receptor family) یک خانواده پروتئین مشتمل بر ۷ گیرندهٔ تراغشایی سکرتین است که به «خانوادهٔ B» و «خانوادهٔ ۲ از گیرنده‌های جفت‌شونده با پروتئین جی» شهرت دارند. بسیاری از گیرنده‌های سکرتین توسط هورمون‌های پپتیدی از خانوادهٔ گلوکاگون تنظیم می‌شوند.
برخی از اعضای این خانواده پروتئینی عبارتند از: گیرنده پپتید وازواکتیو روده‌ای، گیرنده سکرتین، گیرنده کلسی‌تونین و گیرنده هورمون پاراتیروئید. همگی اینها کارشان را از طریق فعال‌سازی آدنیلات سیکلاز و مسیرِ فسفاتیدیل-اینوزیتول-کلسیم انجام می‌دهند و همگی از ۷ مارپیچ آلفا تشکیل شده‌اند.